# البرج الجنوبي
البرج الجنوبي هو أحدُ أبراج مدينة فاس التي تتوسَّطُ المغرب. تأسَّسَ البرج لأول مرة في عام 1582 من قِبلِ السَّعْدِيُّونْ وذلك على غرار الحصون والأبراج البرتغالية في ذلك الوقت. يقعُ البرج الجنوبي على التلال المُطِلَّة على المدينة القديمة من ناحيةِ الجنوب كما يقعُ على مقربةٍ من البرجِ الشمالي الذي يقعُ هو الآخر على التلال إلى الشمال من المدينة.وهو مكان تاريخي سياحي  يتميز بإطلالة جميلة على المدينة، يتوافد عليه عشرات السياح بين الفينة والأخرى ويتواجد بجانبه مصلى يصلى فيه يومي الفطر والاضحى. 

## خلفية تاريخية

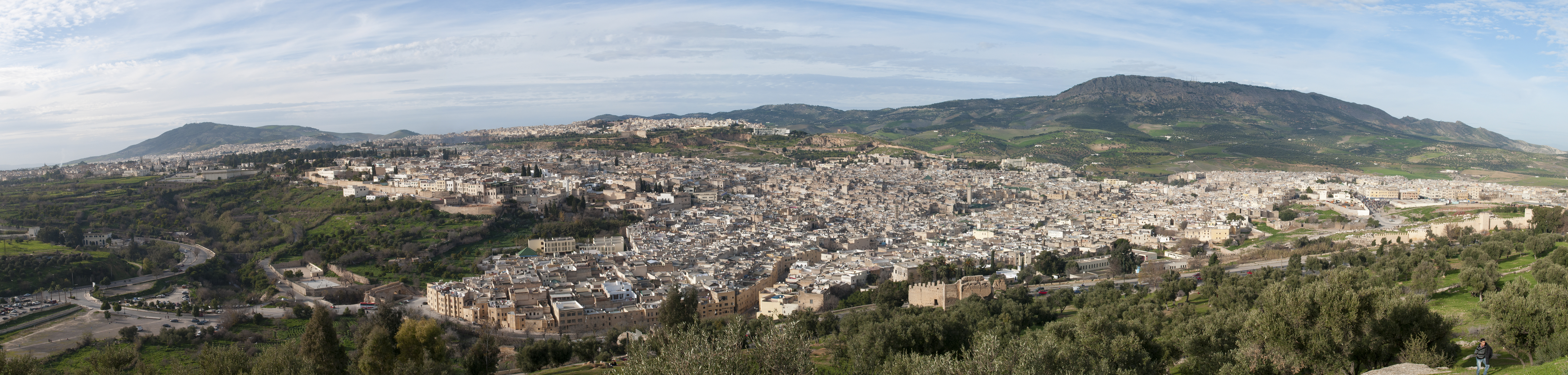
بانوراما فاس

على غِرار البرج الشمالي، بُني البرج الجنوبيّ عام 1582 على يدِ السلطان أحمد المنصور الذهبي. لقد واجهَ السَّعْدِيُّون – الذين اتخذو من مدينة مراكش عاصمةٌ لهم – مقاومةً ملحوظةً خلال محاولتهم بسطَ سيطرتهم وحكمهم على مدينة فاس. يُعدُّ البرجينِ – الشمالي والجنوبي – واحدًا من المباني القليلةِ التي بناها السعديون حول المدينة، وكان القصد من ذلك إبقاء سُكَّان فاس البَالِي (المدينة القديمة) تحت السيطرةِ فضلًا عن الدفاع عن المدينة من الهجمات الخارجية. بُني الحصنانِ في مواقع استراتيجيّة تُطلُّ على المدينة، وكان بإمكانِ السعديين تحريك مدافعهم وقصف العدوّ بسهولة في حالة ما حاولَ غزوهم. لقد بنى السعديون البرجين الشمالي والجنوبي وثلاثة معاقل أخرى على طولِ الجدران الجنوبية والشرقية لفاس الجَدِيدْ (الجّْدِيدْ باللهجة العاميّة المغربيّة) وذلك في محاكاةٍ للعمارة العسكريّة البرتغالية التي تعلموها خلال حروبهم لطردِ البرتغاليين من المغرب. تُرجّح بعض المصادر مشاركة السجناء الأوروبيون الذين أُسروا في معركة وادي المخازن (وتُعرف أيضًا باسمِ معركة الملوك الثلاثة) الشهيرة عام 1578 في بناء هذا البرج الذي يُعتبر من الحصون الأولى التي شُيّدت في مدينة فاس فضلًا عن كونها كانت تحصينات تصلحُ وتتناسبُ مع متطلَبات الحرب الحديثة المبكرة.